# Muhammas Aliyansya
Muhammas Aliyansyah (ur. 26 września 1991) – indonezyjski zapaśnik w stylu klasycznym. Zajął piąte miejsce na igrzyskach azjatyckich w 2010, dziewiąte w 2018 i jedenaste w 2022. Dziewiąty na mistrzostwach Azji w 2024. Złoty medalista igrzysk Azji Południowo-Wschodniej w 2011 i 2023; srebrny w 2009 i 2021. Pierwszy na mistrzostwach Azji Południowo-Wschodniej w 2022. Trzeci na mistrzostwach Azji juniorów w 2011 roku.
Absolwent Universitas 17 Agustus 1945 w Samarinda. Jego brat Darmans Ardiansyah i siostra Dewi Ulfah są także zapaśnikami.